# Герои на Туве Янсон
Най-известните герои на писателката Туве Янсон са тези от поредицата за муминтролите. В списъка по-надолу оригиналните имена на шведски и фински са дадени в скоби.

### Семейството на Муминтрол
Муминтролите са бели, закръглени, с малки уши и лапички, с големи глави и наподобяват хипопотами. До голяма степен характерите на Татко Мумин и Мама Муминка са вдъхновени от родителите на писателката.
- Муминтрол (Mumintrollet, Muumipeikko) – главен герой в повечето книги от поредицата. Той е одухотворен подрастващ трол, добронамерен и състрадателен. Муминтрол се вълнува от красотата и обича приключенията. Има тайна романтична връзка с госпожица Снорк.
- Мама Муминка (Muminmamman, Muumimamma) – майката на Муминтрол. Толерантна, разбираща, с широки възгледи; почти никога не можем да я видим раздразнена или ядосана. Мама Муминка се грижи с любов за семейството, дома и своята градина. Понякога инициира семейни излети до съседни острови. Обикновено е със своята чанта, в която носи многобройни „най-необходими“ неща. Тя е с нея и когато Татко Мумин я среща за първи път, като я спасява от морска буря („Корабът на вселените“).
- Татко Мумин (Muminpappan, Muumipappa) – бащата на Муминтрол. Мечтател, буйна и възторжена натура с горд, приключенски дух. Открит е в пазарска мрежа, израства в хемулско сиропиталище, но бяга оттам, за да тръгне по света. Страстно обича пътешествията, ала заживява уседнало, след като среща мама Муминка. Почти винаги носи черен цилиндър, подарък от нея. В мемоарите си („Корабът на вселените“) твърди: „Твърде отличителна моя черта е стремежът на всяка цена да интригувам околните, като предизвиквам възхищение, съчувствие, уплаха или изобщо някакви чувства, които изразяват интерес. Това може би се дължи на тежкото ми детство...“

### Близки приятели на Муминтрол
- Сниф (Sniff, Nipsu) – дългоопашато животинче, приятел на Муминтрол, син на Пърхалчето и Кротенцето, по-късно осиновен от муминското семейство. Съвсем различен от останалите, той е амбициозен и търси бързи начини да забогатее. Често върши бели, но винаги му прощават.
- Снусмумрик (Snusmumriken, Nuuskamuikkunen) – най-добрият приятел на Муминтрол, син на Мюмлата и Развейпрах, полубрат на Малката Мю и дъщерята на Мюмлата. Винаги е облечен в старо палто и носи широкопола шапка. Волен дух, пътешественик, живее в палатка, пуши лула и свири на хармоника. Спокоен е, не говори много. Ненавижда предупредителните табели и всичко, което напомня за частна собственост и прави нещата забранени, ограничени и затворени. Много от героите се възхищават на Снусмумрик.
- Малката Мю (lilla My, Pikku Myy) – най-малката дъщеря на Мюмлата („на външност кръгла, вероятно и на вътрешност“), осиновена от муминското семейство. Решителна и самостоятелна, когато иска нещо, действа направо. Много агресивна и съвсем непочтителна, но може да бъде и добър приятел.
- Госпожица Снорк (Snorkfröken, Niiskuneiti) – приятелка на Муминтрол. Има руса коса с бретон; носи златна верижка на глезена. Романтична и кокетна. Променя цвета си, когато настроението ѝ се мени.
- Снорк (Snorken, Niisku) – брат на госпожица Снорк и приятел на Муминтрол. В телевизионните серии за муминтролите е представен като изобретател на най-различни щуротии.

### Други герои от поредицата
- Хемулът (Hemulen, Hemuli) – често срещан герой, както и някои негови роднини (леля му е основателка на сиропиталището, където израства Татко Мумин). Хемулите имат дълги приплеснати носове и големи крака. Нямат чувство за хумор; правят нещата не за удоволствие, а защото така трябва. Не са твърде харесвани, защото не мислят за другите, а обичат да се налагат, да напътстват и организират останалите, както те намират за правилно. Хемулът е страстен колекционер: отначало събира марки, а след като разбира, че вече има всички възможни, е много нещастен, докато не открива ново занимание – събиране и класифициране на растения („Цилиндърът на Магьосника“, където се уточнява и че хемулът винаги ходи облечен с рокля, наследена от леля му по майчина линия, защото „всички хемули се обличат с женски дрехи, странно е, но е истина“).
- Дъщерята на Мюмлата (Mymlans dotter,Mymmelin tytär) – най-голямото от многобройните деца на Мюмлата. Появява се в книгата „Корабът на вселените“, наричана е още Малката Мюмла, а в по-късните произведения от поредицата – просто Мюмлата (Mymlan). Тя е също така независима и пряма като своята сестра – Малката Мю. При първата си поява е представена като голяма фантазьорка. Дъщерята на Мюмлата има дълга и красива червена коса, която обикновено носи на кокче на върха на главата – типична прическа за мюмлите. Тя обича танците и танцува много красиво на тържество в муминския дом („В края на ноември“).
- Тоо-тики (Too-ticki, Tuutikki) – приятелка на семейството, здравомислеща личност. Много дейна, тя може да поправя и ремонтира всичко. За първи път се появява в „Омагьосана зима“.
- Филифьонката (Filifjonkan, Vilijonkka) – тревожна и нервна персона с дълъг тънък нос и права коса. Изключително педантична, обсебена от идеята за чистота и подреденост, тя почти никога не се отпуска. В последната книга от поредицата („В края на ноември“), Филифьонката претърпява произшествие, след което временно е неспособна да се отдава на обичайното безкрайно изпълнение на задължения и открива нови полета за себеизява. Става ясно, че тя е артистична и музикална, без сама да подозира това.
- Мората (Mårran, Mörkö) – огромна, сива и всяваща страх, тя е олицетворение на самотата. Толкова е студена, че земята под нея замръзва безвъзвратно и става беплодна. Често може да бъде чута как вие своите песни в далечината. Примъква се, привлечена от горяща светлина. В „Татко Мумин и морето“ Мама Муминка обяснява на Муминтрол, че никой никога не го е било грижа за Мората и тя трябва да бъде избягвана: не бива да се говори с нея или за нея, защото може да се разрасне и да започне да го преследва. В края на книгата, обаче, става ясно, че Мората в действителност не е зла, а просто много самотна. (В „Омагьосана зима“, преведена от Теодора Джебарова, за разлика от другите книжки, преведени от Анелия Петрунова или Пламен Петров, Мората е дадена като Мразка.)
- Магьосника (Trollkarlen, Taikuri) – могъщ магьосник, който пътува из вселената, яхнал черната си пантера, и търси Кралския рубин. Появява се в книгата „Цилиндърът на Магьосника“. Въпросният цилиндър е намерен от Муминтрол, Сниф и Снусмумрик и отнесен в муминския дом, където многократно предизвиква хаос, тъй като преобразява всичко, попаднало в него.
- Тофслата и Вифслата (Tofslan och Vifslan, Tiuhti ja Viuhti) – две малки същества, които идват в Муминската долина с голям куфар, в който носят Кралския рубин. Те говорят странен език: добавят -сла в края на повечето думи. Мората ги преследва, защото са ѝ взели рубина, но впоследствие им го отстъпва срещу цилиндъра на Магьосника. Тофслата и Вифслата си присвояват чантата на Мама Муминка, ала я връщат, когато виждат колко е разстроена тя. Организирано е голямо тържество, на което се появява Магьосникът, след като Тофслата и Вифслата решават да покажат на всички своето съкровище. Те отказват да му го отстъпят, но когато Магьосникът започва да изпълнява на всички присъстващи по едно желание, пожелават точно копие на Кралския рубин за себе си и му подаряват оригинала.
- Мускусният плъх (bisamråttan,Piisamirotta) – философ, който вярва в ненужността на всичко и чете Освалд Шпенглер. Появява се в първите две книги от поредицата. Не обича да става за смях и се дразни от шегите, които му устройват децата. Решението му да се оттегли от света в пещера, да се въздържа от всичко и да намери покой, не се увенчава с успех, защото в пещерата се намира цилиндърът на Магьосника, който превръща изкуствените зъби на мускусния плъх в нещо ужасно.
- Клекохапите (klippdassar,tahmatassut) – водни животни, които живеят на колонии. Имат кръгли сини очи, бакенбарди и смукала и оставят лепкави следи. Кротки, но не могат да се сдържат да не гризат всичко, което попадне пред погледа им. Имат досадния навик да отхапват чужди носове, ако сметнат, че са прекалено големи.

- Хатифнатите (hattifnattar, Hattivatit) – малки, сивобели, издължени същества, които се скитат на големи групи и не се интересуват от нищо друго освен да достигнат хоризонта. По време на своите пътешествия не си говорят, а общуват единствено чрез телепатия. Хатифнатите не спят, нямат уши и не чуват, зрението им е слабо, но осезанието им е силно развито. Веднъж в годината се събират на своя остров в деня на лятното слънцестоене (Еньовден) и се кланят на един барометър. По време на гръмотевична буря се зареждат с електричество („което някои наричат безпокойство или копнеж“) и е опасно да се докосваш до тях, защото жилят като коприва. Те се развиват от семена, посадени в нощта срещу Еньовден.
- Фредриксон (Fredrikson) – изобретател и най-добър приятел от детството на Татко Мумин. Той построява Корабът на вселените в едноименната книга. Мълчалив и много интелигентен.
- Развейпрах (Joxaren,Juksu) – баща на Снусмумрик и приятел от детството на Татко Мумин („Корабът на вселените“). Много ленив, мечтателен, немарлив към външния си вид, пуши лула. Сприятелява се с Мюмлата.
- Пърхалчето (Rådd-djuret,Hosuli) – бащата на Сниф, племенник на Фредриксон. Малко пъргаво животинче, което се щура насам-натам, без да знае защо и постоянно изтървава и губи разни неща. Колекционира копчета и живее в синя кутия от кафе, на която пише Maxwell House Coffee high grade one pound и е пълна с всякакви неща.
- Кротенцето (Sås-djuret,Sosuli) – майката на Сниф. Омъжена за Пърхалчето. Също обича да колекционира.
- Мюмлата (Mymlan,Mymmeli) – весела, едра и цялата съставена от заоблености; има многобройни деца. Майка е на Малката Мю, Снусмумрик и Малката Мюмла (Дъщерята на мюмлата). Сприятелява се с Развейпрах в „Корабът на вселените“.
- Призракът от острова (spöket,kummitus) – обитател на острова, където Татко Мумин основава колония в „Корабът на вселените“. Не е особено добър във всяването на страх и се ядосва, когато не го вземат насериозно. Има специфичен маниер на говорене – използва „страховити“ фрази, които звучат доста помпозно.
- Прадядото (Förfadern,Esi-isä) – муминтролите произхождат от древни същества, живели зад камините и едно от тях все още обитава муминския дом. Прадядото се появява в „Омагьосана зима“ и „В края на ноември“
- Дронтът Едвард (dronten Edward,drontti edvard/-eetvartti) – огромно чудовище, второто най-голямо същество на света след своя брат. Често му се случва да настъпи някого и после поема разноските по погребението. В книгата „Корабът на вселените“ дронтът Едвард на два пъти помага неволно на Татко Мумин и приятелите му – първо да пуснат кораба по вода и после, като ги спасява от ужасния Морски вълк, когото настъпва случайно.
- Кралят (Kungen/Självhärskaren,kuningas) – наричан още Самодържеца; появява се в „Корабът на вселените“, където дава градинско увеселение по случай 100-тния си рожден ден. Неговият парк е пълен с изненади и различни атракции. При първата им среща Татко Мумин се разочарова в началото, тъй като шумно веселящият се Самодържец с килната корона, закичен с цветя зад ушите съвсем не отговаря на очакванията му, но после се убеждава, че той е добър и мъдър владетел.
- Хомсчето Тофт ((homsan) Toft, Tuhto) – малко, срамежливо и странно създание, което се появява в последната книга от поредицата. Изглежда има способността да кара нещата, които се представя, да се сбъдват. Тофт живее в неизползваната лодка на Хемула, но идва в муминския дом, защото иска да бъде с Мама Муминка.
- Старчето (Onkelskruttet, Ruttuvaari) – герой от „В края на ноември“. Той е много стар и много забравя. Сам нарича себе си „Старчето“, след като открива, че е забравил името си.

В поредицата на Туве Янсон за муминтролите има и други герои, които се появяват епизодично.